# Canal souterrain de la Bête Refaite
Canal souterrain de la Bête Refaite este o arie protejată (arie specială de conservare — SAC, sit de importanță comunitară — SCI) din Belgia întinsă pe o suprafață de 1,09 ha, integral pe uscat.

## Localizare
Centrul sitului Canal souterrain de la Bête Refaite este situat la coordonatele 50°30′12″N 4°17′25″E / 50.503267°N 4.290262°E.

## Înființare
Situl Canal souterrain de la Bête Refaite a fost declarat sit de importanță comunitară în octombrie 2002 pentru a proteja 1 specie de animale. Situl a fost protejat și ca arie specială de conservare în ianuarie 2014.

## Biodiversitate
Situată în ecoregiunea atlantică, aria protejată nu include niciun habitat protejat.
La baza desemnării sitului se află o specie protejată de  mamifere: liliac cărămiziu (Myotis emarginatus).
Pe lângă speciile protejate, pe teritoriul sitului au mai fost identificate 1 specie de mamifere.